# Live at the Red Garter, Vol. 2
Live at the Red Garter, Vol. 2 es el segundo álbum en vivo de Fania All-Stars, producto del concierto realizado un año antes en el Red Garter, y que corresponde al segundo de dos tomos publicados de la grabación de dicho concierto.

## Portada
La portada fue diseñada por Izzy Sanabria, a partir de fotos tomadas en el escenario el día de la presentación

## Lista de canciones
Todas las canciones escritas y compuestas por Fania All Stars, con letras de Ray Barretto, Larry Harlow, Charlie Palmieri, Richie Ray y Marvin Gaye. 
| Cara 1 |                                         |                     |          |  |
| N.º    | Título                                  | Vocalista principal | Duración |  |
| 1.     | «Son Cuero y Boogaloo» (Larry Harlow)   | Fania All Stars     | 8:30     |  |
| 2.     | «Noche»                                 | Fania All Stars     | 7:11     |  |
| 3.     | «Red Garter Strut»                      | Fania All Stars     | 2:07     |  |
| 4.     | «Kikapoo Joy Juice» (Charlie Palmieri)  | Fania All Stars     | 4:49     |  |
| 5.     | «If This World Were Mine» (Marvin Gaye) | Fania All Stars     | 3:12     |  |
| 6.     | «Richie's Bag» (Richie Ray)             | Fania All Stars     | 5:06     |  |
| 36:09  |                                         |                     |          |  |